# Zhongba
| Tibetische Bezeichnung                     |
| ------------------------------------------ |
| Tibetische Schrift: འབྲོང་པ་རྫོང།              |
| Wylie-Transliteration: ’brong pa rdzong    |
| Offizielle Transkription der VRCh: Zhongba |
| THDL-Transkription: Drongpa                |
| Chinesische Bezeichnung                    |
| Vereinfacht: 仲巴县                        |
| Pinyin:Zhòngbā Xiàn                        |

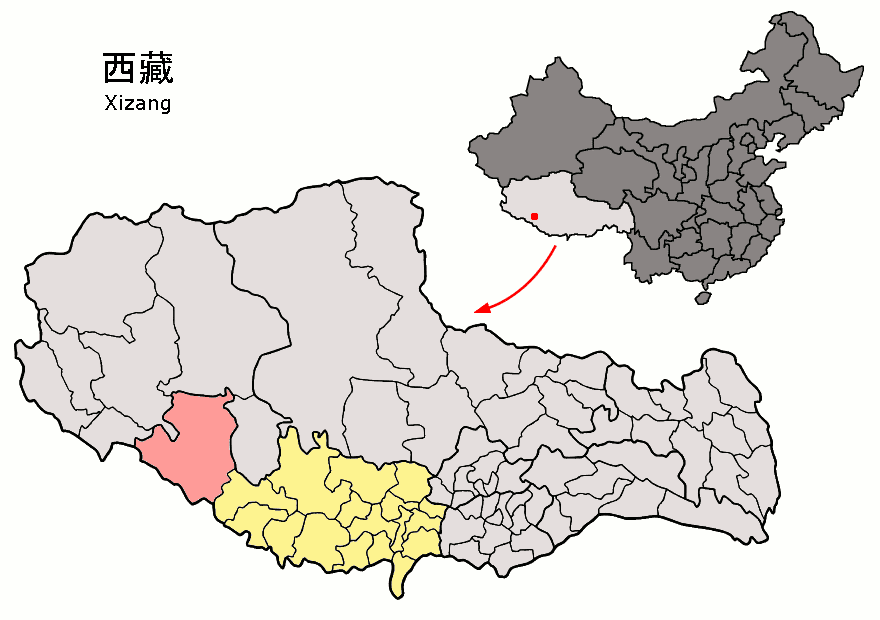
Lage des Kreises Zhongba (rosa) im Verwaltungsgebiet der Stadt Xigazê (gelb)

Der Kreis Zhongba (tibetisch: འབྲོང་པ་རྫོང་, Umschrift nach Wylie: ’brong pa rdzong, auch Drongpa Dzong) liegt im Nordwesten der bezirksfreien Stadt Xigazê im Autonomen Gebiet Tibet der Volksrepublik China. Er hat eine Fläche von 43.498 km² und 26.897 Einwohner (Stand: Zensus 2020). Ende 2007 zählte Zhongba 19.493 Einwohner.
Zhongba umfasst in etwa das Gebiet des bis etwa 1960 bestandenen Kreises Zhadün (扎东). Der gleichnamige damalige Hauptort ist heute eine kleine Ansammlung von z. T. verlassenen Häusern und dem Kloster Zhadün (扎东寺), im Verwaltungsgebiet des Dorfes Tangxi (唐西村) der Gemeinde Labranggosa.
Der Sitz der Kreisregierung Zhongbas, die Gemeinde Labranggosa, besteht aus Verwaltungsgebäuden, Quartieren der Volksbefreiungsarmee, einer großen Schule für die Kinder der zum Kreis gehörenden Nomaden, Geschäften und einigen Hotels, die insbesondere von Reisenden nach oder von Ngari frequentiert werden.

## Administrative Gliederung
Auf Gemeindeebene setzt sich der Kreis aus einer Großgemeinden und zwölf Gemeinden zusammen. Diese sind (amtliche Schreibweise / Chinesisch):
- Großgemeinde Paryang (帕羊镇);
- Gemeinde Labranggosa (拉让乡), Sitz der Kreisregierung;
- Gemeinde Bodoi 布多乡
- Gemeinde Gêla 吉拉乡
- Gemeinde Gyêma 吉玛乡
- Gemeinde Horba 霍尔巴乡
- Gemeinde Lunggar 隆嘎尔乡
- Gemeinde Nagqu 纳久乡
- Gemeinde Painqi 偏吉乡
- Gemeinde Parma 帕玛乡
- Gemeinde Qonkor 琼果乡
- Gemeinde Ringtor 仁多乡
- Gemeinde Yagra 亚热乡

## Galerie

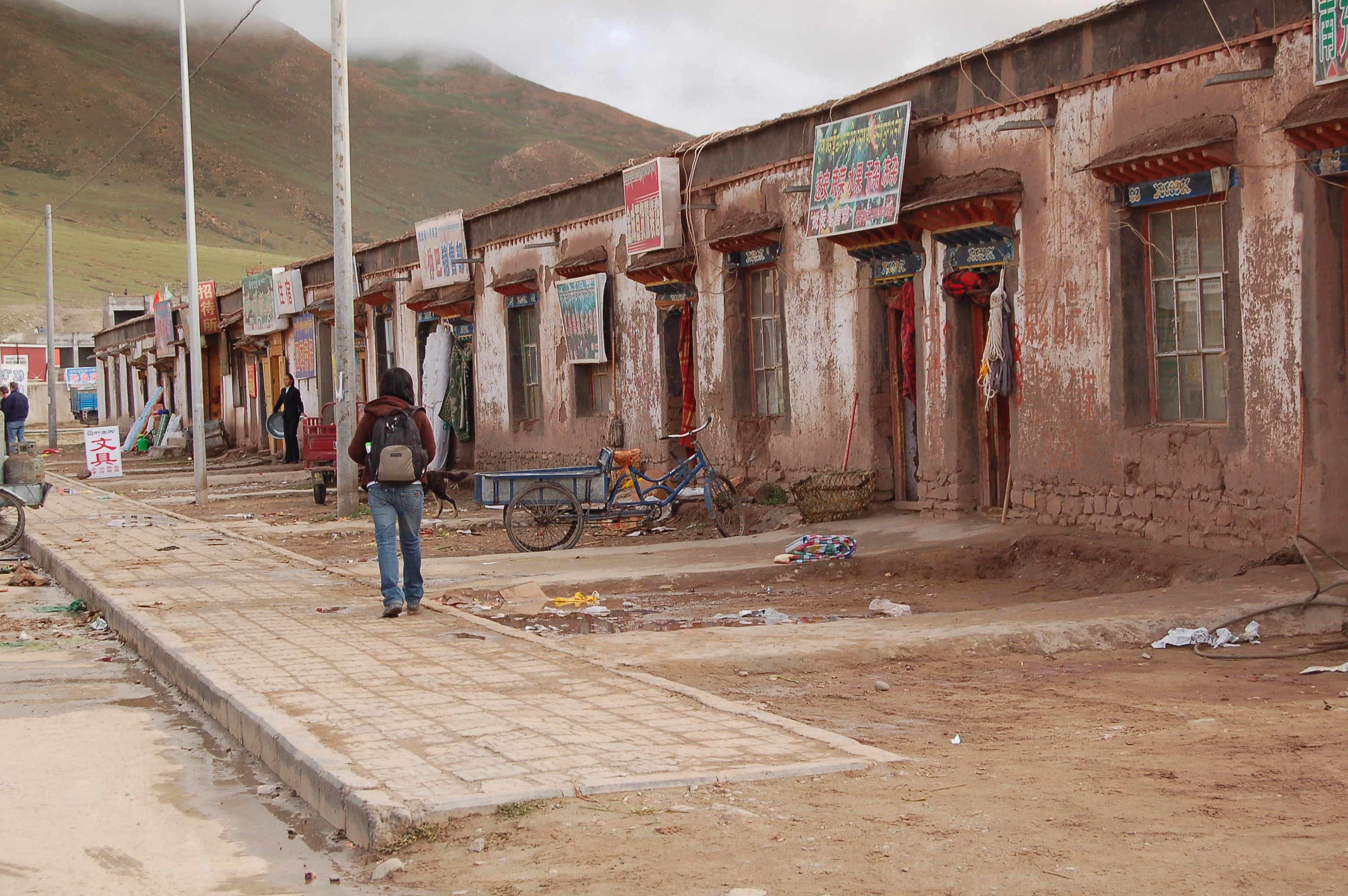
Geschäfte in Zhongba.
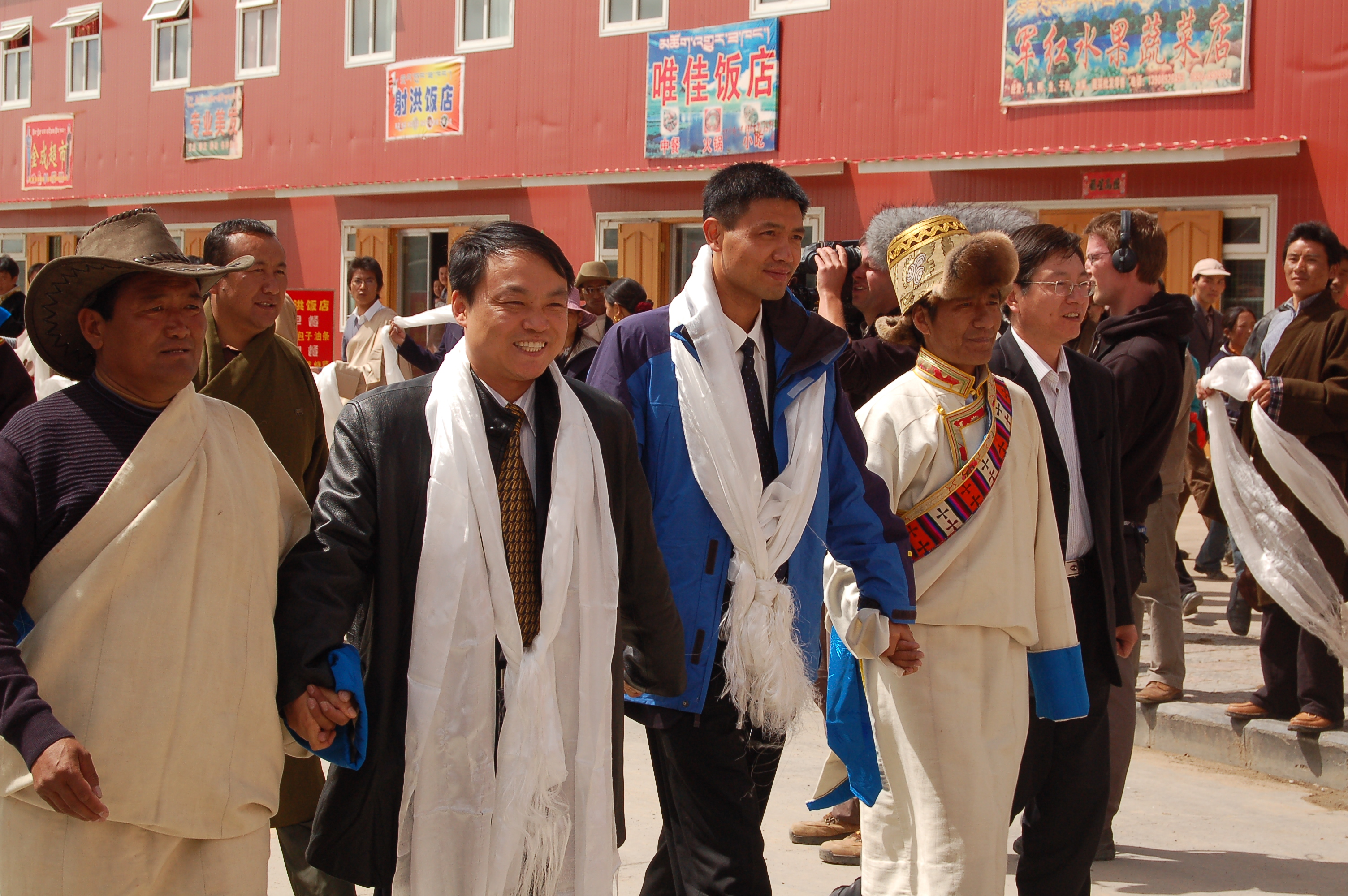
Begrüßung des neuen Kreisvorstehers (2. von links).
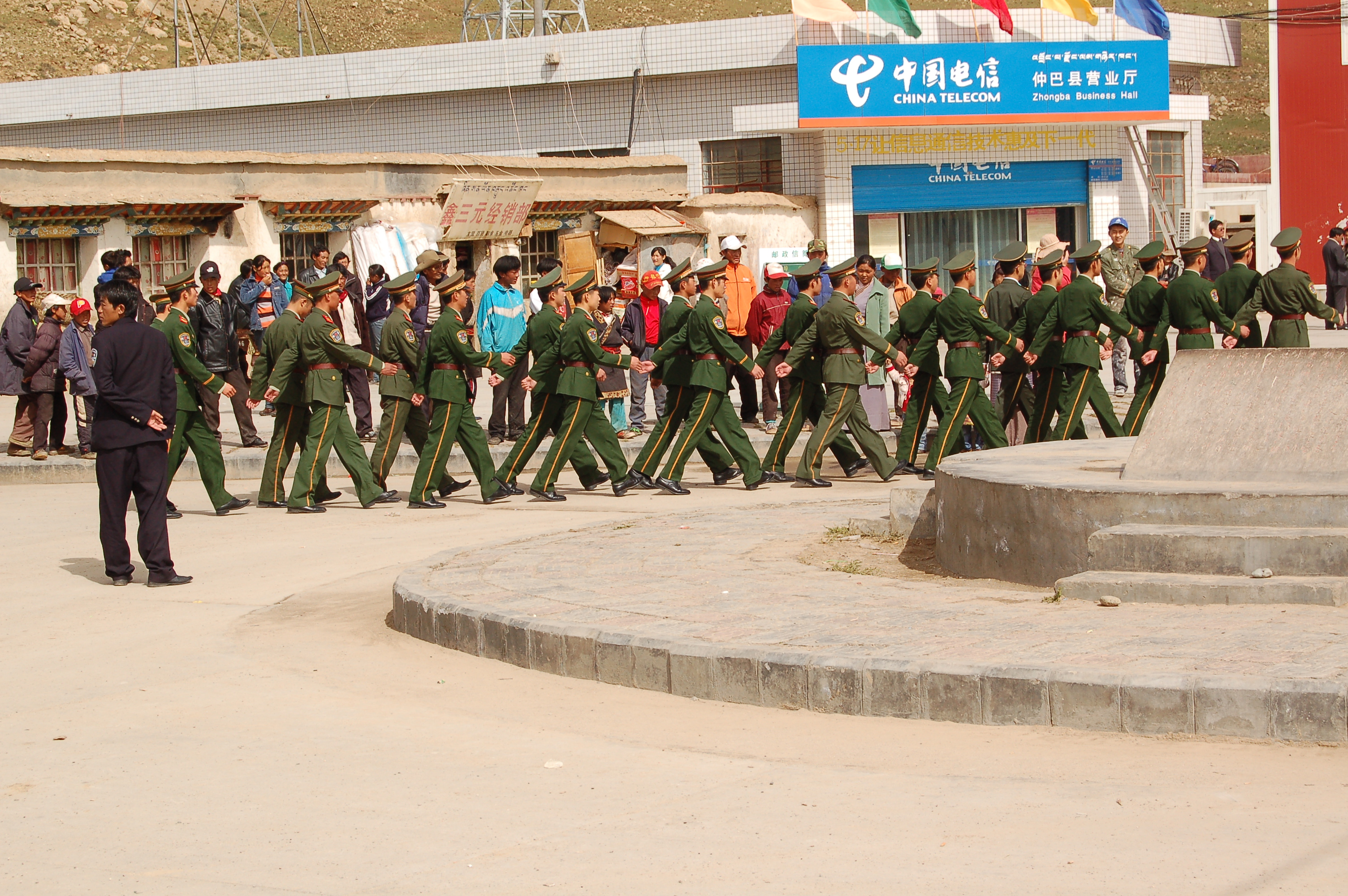
Aufmarsch von Soldaten der Volksbefreiungsarmee.
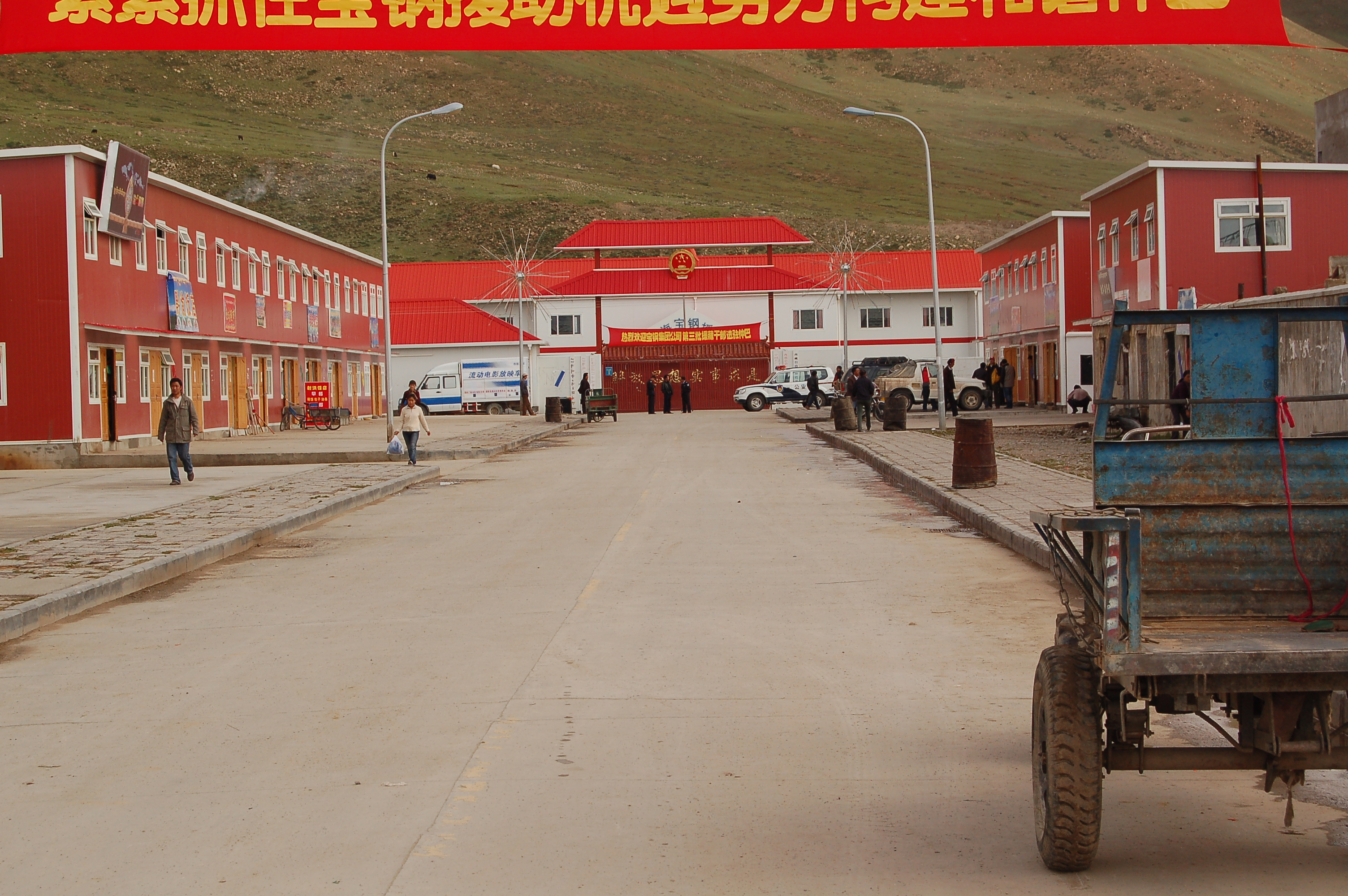
Verwaltungsgebäude, Geschäfte und Restaurants in Zhongba